# ینالوبنیتس
ینالوبنیتس (به آلمانی: Jenalöbnitz) یک شهر در آلمان است که در زاله‌هلتسلاند واقع شده‌است. ینالوبنیتس ۱۵۲ نفر جمعیت دارد.